# Solomon Schechter

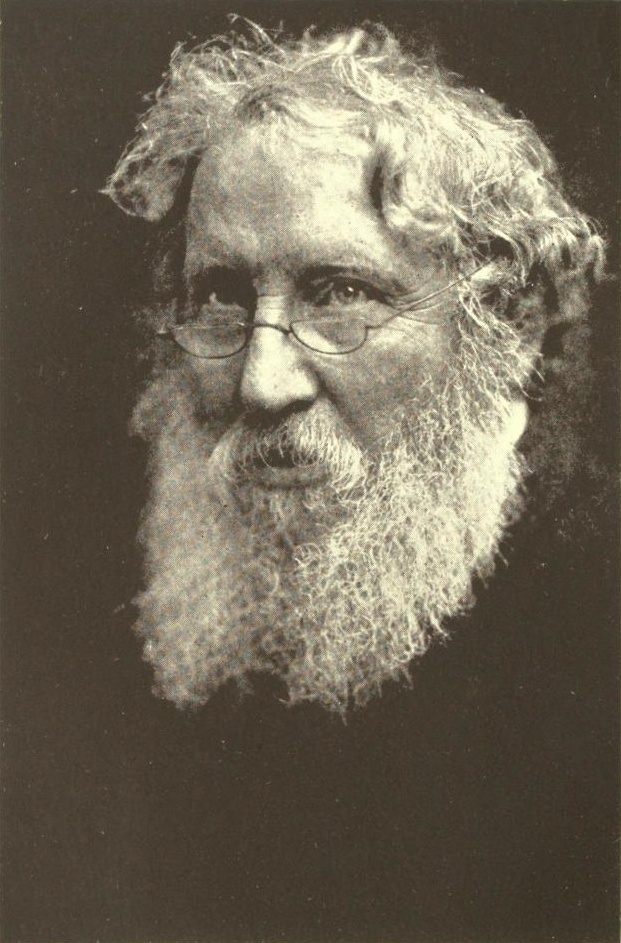

Solomon Schechter (Shneur Zalman Schechter) (în ebraică שניאור זלמן שכטר) (n. 7 decembrie 1847, Focșani, Moldova – d. 19 noiembrie 1915, New York) a fost un învățat și rabin englez-american originar din Principatul Moldova (ulterior parte a României), ebraist, cercetător în domeniul iudaismului și pedagog, revelator și cercetător al documentelor Ghenizei din Cairo, părintele spiritual al curentului conservativ în iudaism, întemeietorul Uniunii Sinagogilor conservative din SUA, directorul și înnoitorul prestigiosului Seminar Teologic Iudaic din New York (Jewish Theological Seminary - JTS).

## Viața
S-a născut la 7 decembrie 1847 la Focșani, pe atunci în Principatul Moldovei, în familia lui Itzhak Cohen, hasid Habad originar din Volânia (Ucraina), care împreună cu soția, Haya Rahel, s-a stabilit în orașul de pe Milcov, pentru a sluji drept haham sau shohet, adică tăietor ritual în comunitatea evreiască locală (de aici numele Schechter, provenind din ebraicul "shohet").
Micul Shneur Zalman, numit astfel dupa numele lui Shneur Zalman din Ljadi fondatorul hasidismului Habad, s-a dovedit un copil dotat din vârstă fragedă: a învățat ebraica deja la 3 ani, iar la 5 ani cunoștea deja cele cinci cărți ale Torei (Pentateuhul). A învățat apoi la o școală evreiască din Focșani, iar în continuare, de la 10 ani, la o ieșivă (yeshiva) din Piatra Neamț, iar de la 13 ani la Lvov (Lemberg), capitala Galiției de est, pe atunci aflată în Imperiul Austro-Ungar. La Lvov a fost elevul rabinului Yossef Shaul Nathansohn. Dezamăgit de unele aspecte ale acestor studii tradiționale, a revenit în țară și s-a căsătorit. Cum nici căsnicia nu s-a dovedit fericită, a divorțat și a plecat la studii la Viena. La 18 ani s-a înscris acolo la renumita "yeshiva Jellinek", Seminarul Teologic Israelit (Theologische Israelitische Lehranstalt) unde a fost elevul rabinilor Isaak Hirsch Weiss și Meir Ish Shalom. La vârsta de 19 ani a primit din mâinile lui Itzhak Hirsch Weiss autorizația de rabin. În paralel, Shneur Zalman a urmat cursuri de filosofie și gramatică la Universitatea din Viena.
Mai târziu, a plecat la Berlin pentru a continua studiile generale la Universitatea din capitala Germaniei și s-a înscris la Școala Înaltă de Științe Iudaice (Hochschule für die Wissenschaft des Judentums), unde a aprofundat critica istorică a literaturii rabinice. În materie de Talmud a urmat lecții cu dr. Israel Loewy.
În timpul studiilor la Berlin a făcut cunoștință cu Claude Goldsmid Montefiore, un tânăr învățat, rudă a renumitului filantrop evreu Sir Moses Montefiore și care l-a invitat la Londra pentru a continua împreună studiile de științe iudaice.
În Anglia a început să se facă știut sub numele, mai simplu, de Solomon Schechter. În anul 1887, în timpul cercetărilor pe care le-a făcut la Muzeul Britanic, la vârsta de 40 de ani, a cunoscut-o pe Mathilda Roth, originară din Breslau și s-a căsătorit cu ea. Cuplul a avut trei copii.
Dupa o ședere în Egipt, Solomon Schechter a petrecut o lună în Palestina, unde l-a vizitat pe fratele său geamăn Israel Yaakov Schechter, unul din fondatorii așezării agricole evreiești Zihron Yaakov. Cu acest prilej, el a donat localității câteva din manuscrisele ebraice vechi pe care le adunase din Gheniza din Cairo.

## Activitatea academică
În 1881, la invitația prietenului său Claude Montefiore, Solomon Schechter devine îndrumătorul acestuia în studii rabinice la Londra și continuă în Anglia studiile la Universitatea Oxford. La 35 de ani începe să cerceteze textele ebraice aflate în posesia Muzeului Britanic din Londra.
În anul 1885 publică primul sau articol "Studiul Talmudului" în revista "Westminster Review". După 2 ani, în 1887, publică prima sa mare realizare: ediția critică a cărții rabinice "Avot derabbi Natan" (Cartea Avot, după rabbi Natan), care până atunci existase doar sub formă de copii neglijente. Schechter a reconstitut-o pornind de la studiul mai multor manuscrise și de la compararea migăloasă cu traducerile cunoscute în greacă și cu citatele din ea prezente în alte texte.
Deși la sosirea în Anglia, Schechter nu stăpânea limba engleza, el a învățat-o cu repeziciune și a avansat în scurt timp în cariera academică din țara sa de adopție.
În anul 1890 a fost cooptat în corpul didactic al Universității Cambridge ca lector în literatura talmudică. În 1892 a devenit docent (conferențiar) în literatură rabinică. Până astăzi, asociația studenților evrei de la Cambridge organizează conferințe anuale în memoria lui Schechter, care-i poartă numele. 
În această perioadă călătorește în Italia pentru a examina colecțiile de manuscrise ebraice aflate în marile biblioteci din această țară. Rodul acestor cercetări vor fi "Agadat Shir Hashirim" și alte lucrări pe care le publică în 'Jewish Quaterly Review'.

### Descoperirile în Gheniza din Cairo
Solomon Schechter și-a câștigat renumele în lumea academică prin revelarea documentelor aflate în Gheniza din Cairo - o colecție unică de peste 100.000 de pagini de texte evreiești din secolele al 10-lea - al 19-lea, depozitată în magazia specială denumită Ghenizá (un fel de depozit - "cimitir" al cărților și actelor, de obicei considerate având un caracter sacru), a Sinagogii Ibn Ezra din cartierul Al Fostat din capitala egipteană. Această descoperire a produs o adevărată revoluție în amploarea cunoștințelor și a izvoarelor despre iudaismul din Evul Mediu, dar și din epoci anterioare.
În anul 1890 Schechter a trimis o colecție de manuscrise încă împachetate și nesortate Bibliotecii Bodleyene de la Universitatea Oxford. La 13 mai 1896 două surori scoțiene, Agnes Lewis și Margareth Gibson, întoarse dintr-o călătorie în Palestina, i-au arătat câteva pagini a căror sursă era cu siguranță Gheniza Sinagogii Ibn Ezra. Printre acestea a fost uimit să descopere versiunea originală ebraică a cărții Ecleziastului, adică a învățăturii lui Yeshua Ben Sira, care vreme de sute de ani nu era cunoscută decât în traducere greacă și latină.
Entuziasmat, s-a grăbit să obțină, de la factori de la Universitate, și din alte surse, sprijin financiar pentru efectuarea unei călătorii de studiu la Gheniza din Cairo. L-a ajutat in mod deosebit colegul său, ebraistul Charles Taylor. În decembrie 1896 a plecat la Cairo, unde, cu ajutorul conducătorilor comunității evreiești și ai sinagogii, mituind pe unii responsabili arabi și evrei cu "bacșișul" tradițional, a reușit, în câteva luni, în condiții de lucru vitrege (trebuia să se strecoare printr-o crăpătură în perete într-o încăpere lipsită de ferestre și uși, respirând cu greu aerul închis și abundând de praf) să recupereze și să sorteze cincizeci de mii de manuscrise și documente pe care le-a trimis în Anglia și, cu consimțământul conducătorilor comunității evreiești din Cairo, el și Charles Taylor le-au donat Universității Cambridge. Această colecție de "Ebraica" depășea de trei ori orice colecție similară din lume. Schechter s-a ocupat timp de 6 ani cu scrierea și publicarea unora din aceste texte.
Solomon Schechter a descoperit și publicat, de pildă, pentru prima dată vestitul Document din Damasc care a fost găsit mai târziu și printre Manuscrisele de la Marea Moartă. Altă descoperire care a produs senzație a fost așa-numita "Scrisoare Schechter" sau "Documentul Cambridge" - conținând părți dintr-o scrisoare a unui hazar din Constantinopol către un conducător evreu, poate Hisday Ibn Shaprut, și în care relatează despre convertirea sa la iudaism, despre difuzarea iudaismului între hazari și alani, precum și despre conflictele armate ale acestor neamuri cu puterile vecine - Rusia Kieveană și Bizanțul.
În anul 1899 Schechter a obținut titlul de profesor în domeniul studiilor ebraice la College University din Londra.
În anul 1903 el a publicat o altă cercetare importantă - "Saadiana", care a contribuit mult la lărgirea cunoașterii operei cărturarului evreu egipto-irakian Saadya Gaon și a epocii în care a trăit.

## Contribuția lui la viața evreiască în America de Nord, Iudaismul conservativ
În anul 1902 un grup de rabini americani moderni, dar foarte rezervați față de măsurile prea radicale de îndepărtare de tradiție și de asimilare susținute de liderii iudaismului reformat, asociindu-se câtorva influenți oameni de afaceri filantropi evrei originari din Germania ca Jacob Schiff și semitologului Cyrus Adler, s-au adresat lui Solomon Schechter și l-au convins să accepte să preia conducerea Seminarului Teologic Iudaic JTS din New York (Jewish Theological Seminary). Acest Seminar fusese înființat în 1886 de către rabinii Sabato Morais, dr Henry Pereira Mendez și alții, după modelul Seminarului Teologic Evreiesc din Breslau (azi Wroclaw) al rabinului cu vederi reformatoare Zacharias Frenkel.
Prin activitatea sa neobosită și capacitatea sa multilaterală de om de știință, teolog erudit și pedagog, având și sprijinul financiar al oamenilor de afaceri amintiți și recrutând noi profesori din Germania și Europa de răsărit, Solomon Schechter a reușit să dea un avânt deosebit instituției de învățământ pe care a condus-o până la moartea sa în 1915.
În anul 1909 în cadrul Seminarului Teologic Iudaic s-a înfiintat un Institut pedagogic (Teachers Institute) care a devenit o pepinieră nu numai pentru rabinii și profesorii din școlile și sinagogile iudaismului conservativ, dar și pentru cadre religioase și didactice din rândul evreilor ortodocși moderni. De subliniat că la acest institut cursurile s-au ținut în limba ebraică.
Pe urmele lui Zacharias Frenkel și ale rabinilor Morais, Pereira și ale altora, Solomon Schechter a devenit arhitectul curentului conservativ (reformator moderat) în iudaism, punând bazele în 1913 organizației comunităților conservatoare din SUA - Sinagogile Unite (United Synagogue of America), care din 1991 a luat numele de Sinagogile Unite ale Iudaismului Conservator - care cuprinde circa 800 de colectivitați evreiești de pe tot cuprinsul Statelor Unite.

### Concepții și credințe
În prima sa cuvântare ca președinte al JTS, în anul 1902, Schechter a accentuat locul central pe care, după el, trebuie
să-l ocupe datina și preceptele tradiționale reflectate în așa numita Halaha - și în viața evreiască modernă.
"Iudaismul nu e o religie care acceptă orice fără nici un fel de interdicții. El se ridică hotărât împotriva unor lucruri și prevede în mod clar porunci negative. El penetrează toate aspectele vieții noastre. Ne cere să ne controlăm toate faptele, se amestecă până și în farfuria noastră. El sfințește anotimpurile anului și ordonează istoria atât în trecut, cât și în viitor. Înainte de toate ne învață că nesupunerea este mama păcatului. Insistă asupra respectării legii atât în spirit, cât și în literă. Spiritul fără literă aparține acelui gen pe care misticii îl numeau "suflete neacoperite" ("nishmatín artilayín") care vagabondează prin univers fără vreun echilibru și fără vreo consecvență ... Într-un cuvânt, iudaismul este absolut incompatibil cu abandonarea Torei (n.n. a Legii)".
Schechter nu a formulat explicit principiile iudaismului conservativ, el le-a trasat mai mult prin exemplul său personal și personalitatea sa.
Cu toată ponderea pe care a atribuit-o în cuvântarea citată mai sus legislației cristalizate în Halaha - jurisdicția evreiască formulată în codul "Shulkhan Arukh din Evul Mediu, și cu toate că a văzut în "Tora" în sensul larg - cea scrisă și cea orală, Biblia ebraică și Talmudul , coroana și culmea iudaismului - Schechter a acordat o mare greutate tradiției și istoriei evreilor din toate etapele și locurile - ceea ce el a numit "conștiința colectivă a Israelului catolic", adică universal, ca fiind sursă a revelației divine.
După Schechter, deși bazat pe învățături eterne, iudaismul este un organism viu în permanentă schimbare de la o epocă la alta, dar în care fiece modificare trebuie sa aibă rădăcini puternice în traditie, fără să pericliteze ansamblul. (vezi G Wigoder articolul Solomon Schechter) Schechter a considerat naționalitatea evreiască drept parte esențială a iudaismului și s-a aflat printre sprijinitorii entuziaști ai sionismului. A simpatizat în mod deosebit cu sionismul spiritual al lui Akhad Ha'am care prevedea crearea în Țara Sfântă a unui focar spiritual, fără a pune capăt colectivităților evreiești din diaspora.
El a făcut parte din comitetul care a redactat ediția americană a Bibliei ebraice (Hebrew Bible), publicată de Jewish Publication Society.
După mai mult de un deceniu de la moartea sa, sub influența gândirii și a spiritului deschis al lui Schechter și al credinței sale în mesajele universale ale iudaismului, influențați desigur de existența unor instituții similare în lumea creștină, rabinii ortodocși moderni au înființat la New York Colegiul Yeshiva, devenită după cel de-al doilea război mondial Yeshiva University, care îmbină caracterul de universitate științifică cu cel de înaltă școala religioasă.

## Instituții care îi poartă numele
Rețeaua de școli evreiești a mișcării iudaismului conservativ este numită după Solomon Schechter (Solomon Schechter Jewish day schools) și se întinde pe tot teritoriul Statelor Unite, având filiale în Canada, Israel și Argentina. La Ierusalim există o filială a Seminarului Teologic Iudaic (JTS) din New York, numită Institutul Schechter.

## Opere
- Studies in Judaism, עיונים ביהדות - 3 כרכים - 1896, 1908, 1924

פילדלפיה
- Some Aspects of Rabbinic Theology, 1909

## Legături externe
- Solomon Schechter, from Neil Gillman's book on Conservative Judaism Arhivat în 19 noiembrie 2001, la Wayback Machine.
- Biography at the Jewish Virtual Library
- Louis Jacobs, From Cairo to Catholic Israel: Solomon Schechter Arhivat în 9 decembrie 2007, la Wayback Machine., in The Jewish Religion: A Companion, OUP, 1995.
- Solomon Schechter Collection at the Jewish Theological Seminary Arhivat în 5 septembrie 2006, la Wayback Machine.
- Lucrări de sau despre Solomon Schechter în biblioteci (catalog WorldCat)
- Cambridge University Library - the Taylor - Schechter Genizah Research Unit - Homepage A guide to the Taylor - Schechter Genizah collection Collection  1979 Homepage